# Horní Heřmanice

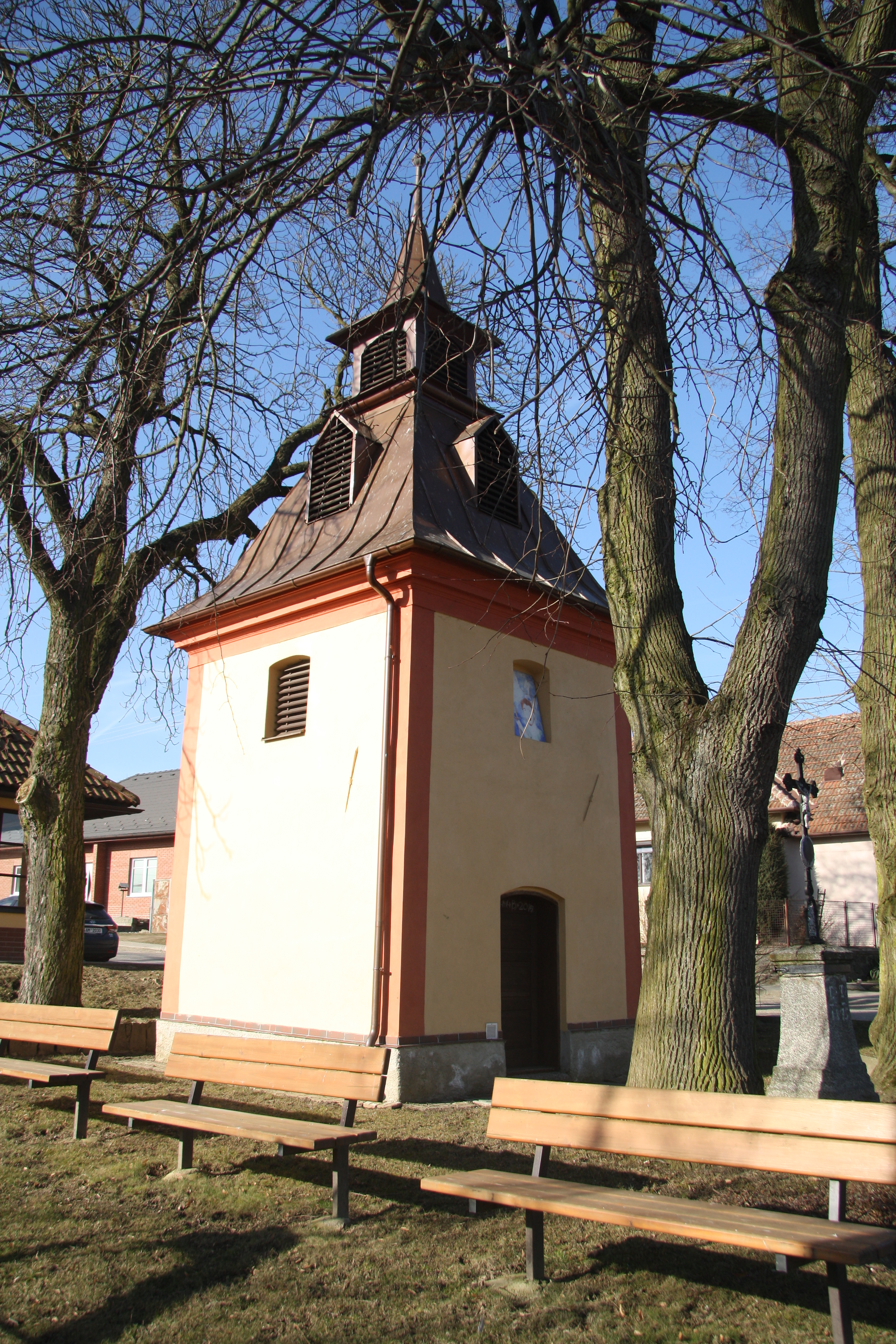
Kapelle der Jungfrau Maria

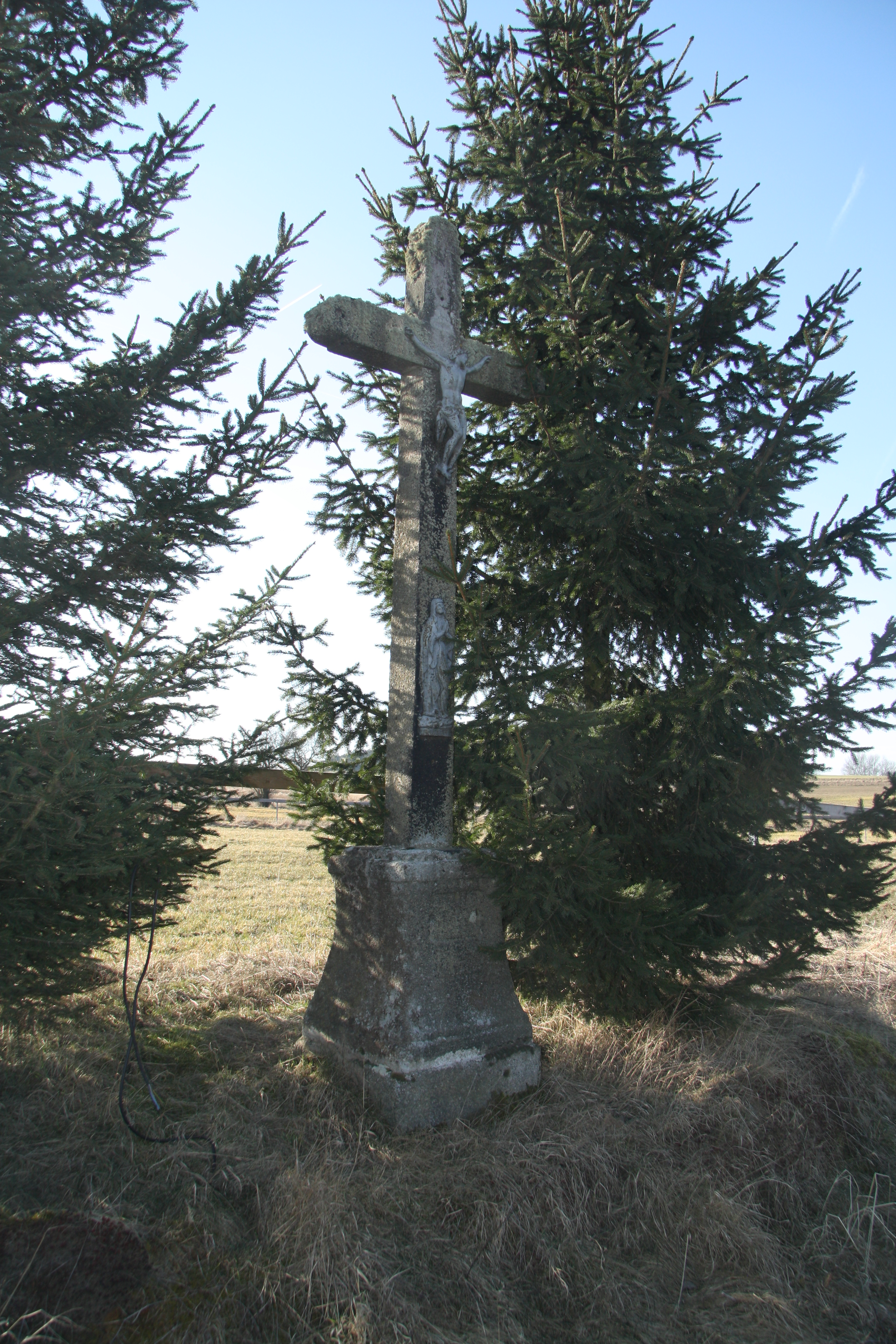
Wegkreuz

Horní Heřmanice (deutsch Ober Herschmanitz) ist eine Gemeinde in Tschechien. Sie liegt sieben Kilometer südwestlich von Velké Meziříčí und gehört zum Okres Třebíč.

## Geographie
Horní Heřmanice befindet sich linksseitig des Baches Heřmanický potok in der Křižanovská vrchovina (Krischanauer Bergland) im Süden der Böhmisch-Mährischen Höhe. Am nördlichen Ortsrand liegt der Teich Olšina. Im Norden erhebt sich die Strážnice (565 m n.m.), südöstlich die Okulky (582 m n.m.) und im Süden der Na Hlavinách (606 m n.m.).
Nachbarorte sind Pohořílky, Otín und Frankův Zhořec im Norden, Uhřínov und Amerika im Nordosten, Čermákův Mlýn, Baliny und Ovčírna im Osten, Nový Telečkov und Vlčatín im Südosten, Rudíkov und Hroznatín im Süden, Batouchovice, Bochovice und Svatoslav im Südwesten, Žákův Mlýn im Westen sowie Horní Radslavice im Nordwesten. 

## Geschichte
Die erste schriftliche Erwähnung von Superius Herzmanicze erfolgte 1447 in der Landtafel, als Georg von Krawarn und Straßnitz das Dorf zusammen mit anderen Ortschaften von der Herrschaft Meziříčí abtrennte und an Johann d. Ä. von Lomnitz überschrieb. Im Jahre 1563 erwarb Sigmund Heldt von Kement auf Meziříčí das Dorf zurück und schlug es wieder der Herrschaft Meziříčí zu.
Durch ein Großfeuer wurde 1810 das gesamte Dorf – mit Ausnahme von vier Häusern – zerstört. Beim Wiederaufbau entstanden zwei Häuserreihen mit 14 neuen Häusern. Im Jahre 1815 wurde eine Schule eröffnet, die auch die Kinder aus Nový Telečkov, Bochovice und Batouchovice besuchten.
Im Jahre 1842 bestand das im Iglauer Kreis gelegene Dorf Ober-Herschmanitz bzw. Hornj Heřmanice aus 27 Häusern, in denen 252 Personen, darunter 44 Protestanten (H.B.) lebten. Ober-Herschmanitz umfasste 14 wüste Bauernstellen, eine wüste Gärtnerstelle und 27 Häusler. Im Ort gab es eine Mittelschule unter dem Patronat des Religionsfonds. Pfarrort war Rudikau. Bis zur Mitte des 19. Jahrhunderts blieb Ober-Herschmanitz der Herrschaft Meziříčí untertänig.
Nach der Aufhebung der Patrimonialherrschaften bildete Horní Heřmanice / Ober Herschmanitz ab 1849 mit dem Ortsteil Nový Telečkov eine  Gemeinde im Gerichtsbezirk Groß Meseritsch. Ab 1869 gehörte Horní Heřmanice zum Bezirk Groß Meseritsch. Zu dieser Zeit hatte das Dorf 240 Einwohner und bestand aus 42 Häusern. Im Jahre 1900 lebten in Horní Heřmanice 256 Personen; 1910 waren es 273. Beim Zensus von 1921 lebten in den 44 Häusern der Gemeinde 262 Tschechen. In der Zwischenkriegszeit wurde Horní Heřmanice nach Uhřínov umgepfarrt. Nový Telečkov bildete 1924 eine eigene Gemeinde. Im Jahre 1930 bestand Horní Heřmanice aus 44 Häusern und hatte 229 Einwohner. Zwischen 1939 und 1945 gehörte Horní Heřmanice / Ober Herschmanitz zum Protektorat Böhmen und Mähren. Im Jahre 1950 hatte das Dorf nur noch 177 Einwohner. Im Zuge der Gebietsreform von 1961 und der Aufhebung des Okres Velké Meziříčí wurde die Gemeinde dem Okres Třebíč zugewiesen. Die Schule wurde in den 1960er Jahren geschlossen. Beim Zensus von 2001 lebten in den 46 Häusern von Horní Heřmanice 133 Personen.

## Sehenswürdigkeiten
- Kapelle der Jungfrau Maria, auf dem Dorfplatz unter zwei alten Linden, vor der Kapelle steht ein 1875 geschaffenes gußeisernes Kreuz auf steinernem Sockel
- Mehrere Wegkreuze
- Gedenkstein für Jan Doležal (1919–1944), er verstarb im KZ Mauthausen
- Gedenkstein mit Relief eines Griechenkreuzes

## Söhne und Töchter der Gemeinde
- Jozef Trojan (1906–1953), slowakischer Widerstandskämpfer und kommunistischer Politiker der Nachkriegszeit, er wurde 1953 nach einem Schauprozess hingerichtet.
- František Doležal (1917–1997), tschechoslowakischer Militärpilot und Generalmajor